# Factors de risc del càncer

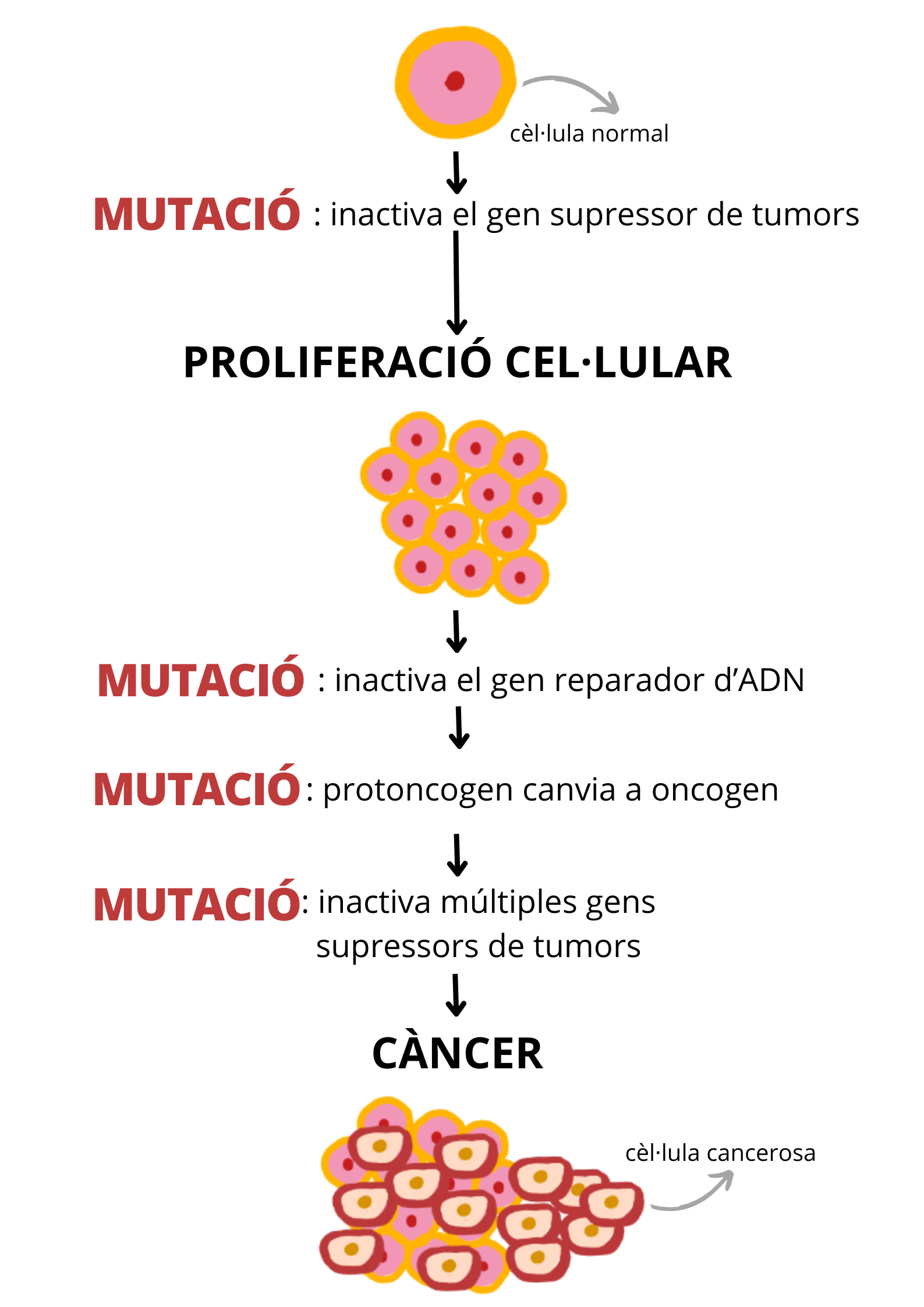
Perquè el càncer pugui avançar, cal que es produeixin diverses mutacions en les cèl·lules.

El càncer és una malaltia multifactorial i complexa que es caracteritza per la proliferació descontrolada de cèl·lules anormals, que poden envair teixits adjacents i disseminar-se a altres parts del cos mitjançant el procés de metàstasi. El seu origen no es pot atribuir a una única causa, sinó a una combinació de factors genètics, biològics, ambientals i d’estil de vida que, interaccionant entre si, poden incrementar la probabilitat de desenvolupar la malaltia.
Des del punt de vista molecular, el càncer sorgeix com a conseqüència de l’acumulació de mutacions genètiques que afecten gens clau implicats en la regulació del cicle cel·lular, la reparació del dany genètic i la mort cel·lular programada. En particular, tenen un paper destacat els gens supressors de tumors i els oncogens, en els quals es pot veure alterada la seva funció protectora o reguladora, facilitant així el desenvolupament tumoral. Aquestes alteracions poden ser heretades o bé adquirides al llarg de la vida, influenciades per diversos factors.
Els riscs del càncer es poden classificar en factors intrínsecs i factors no intrínsecs, i aquests darrers es divideixen en factors endògens i factors exògens. Cal destacar que la majoria d’estudis atribueixen un 60-90% de risc de patir càncer als factors no intrínsecs. La identificació i comprensió d’aquests riscos permet establir estratègies de prevenció, detecció precoç i intervenció mèdica per reduir la incidència i la mortalitat associada al càncer.

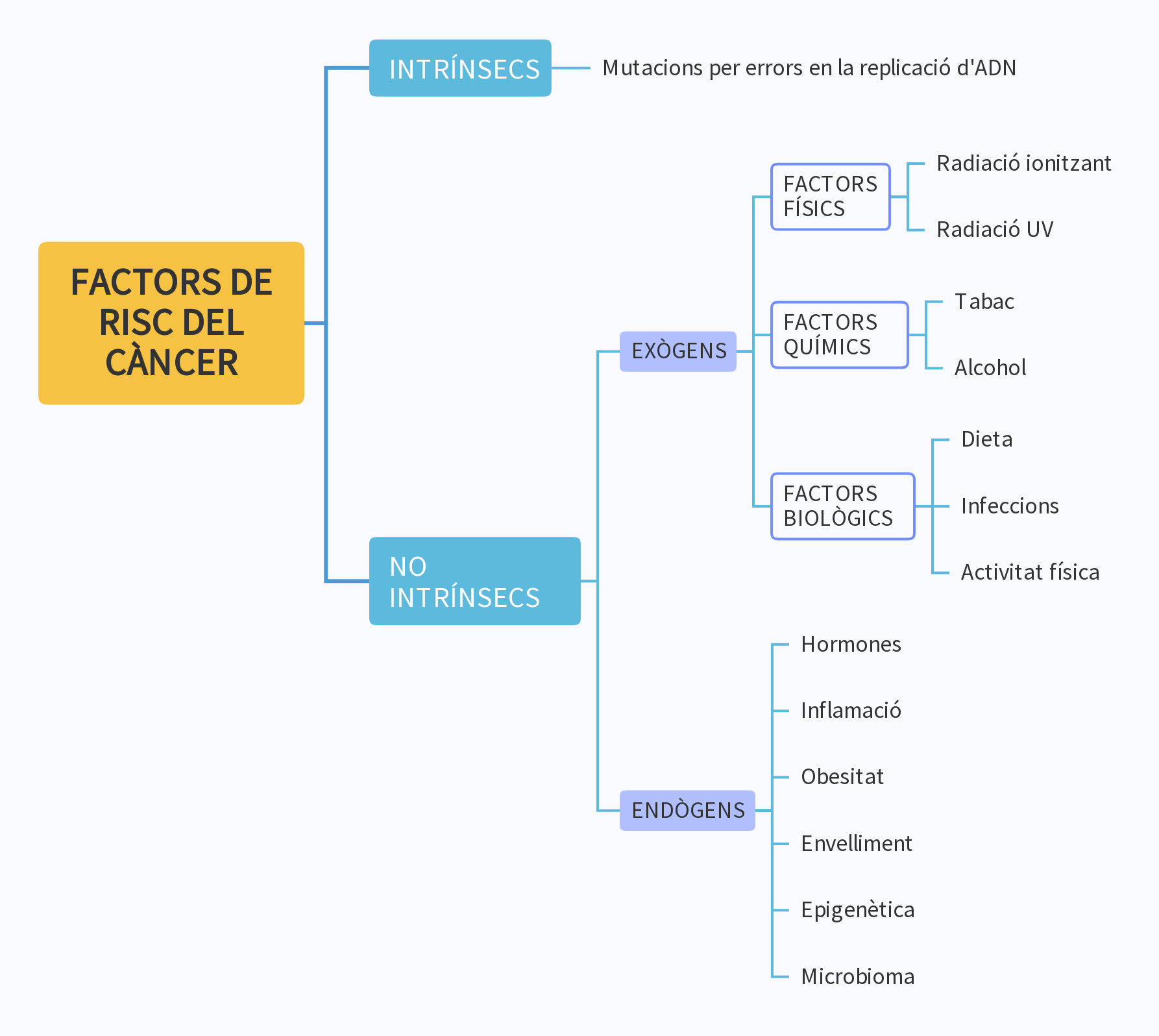
Classifiació dels factors de risc del càncer amb exemples respectius.

## Factors de risc intrínsecs
Quan parlem de factors de risc intrínsecs ens referim a mutacions espontànies inevitables que venen causades per errors a l’atzar en la replicació de l’ADN. Aquests errors es produeixen en diferents organismes amb una taxa d’error diferent per cadascun d’ells. La definició de factors de risc implica tres conseqüències rellevants: la contribució d’aquests riscs no modificables a la incidència del càncer hauria de ser constant en totes les poblacions, atès que tots els humans tenim la mateixa taxa d’error; aquesta contribució hauria de ser consistent al llarg del temps, atès que el mecanisme de replicació és propi de l’espècie humana, i la contribució dels errors en la replicació de l’ADN intrínsecs a les mutacions hauria de ser constant per tots els teixits i òrgans.
És important destacar que la interacció entre diverses mutacions espontànies i la resta de factors de risc (factors de risc no intrínsecs) dona lloc a l’evolució d’un tumor. No obstant això, els factors de risc intrínsecs expliquen aquells càncers on els errors intrínsecs són suficients per causar tumorigènesi, és a dir, la producció d’un o varis tumors.
Les mutacions adquirides de manera espontània en un teixit, ja siguin intercanvis de nucleòtids, insercions o delecions, depenen de la supervivència i divisió de la cèl·lula que conté la mutació i de la seva descendència. Aquestes mutacions poden produir mutacions conductores (driver mutations), necessàries pel desenvolupament d’un càncer, al contrari que les mutacions passatgeres (passenger mutations), que no determinen el desenvolupament d’un càncer però sovint es troben en aquests. És necessària més d’una mutació conductora per donar lloc a un càncer, fet que augmenta les dificultats de desenvolupar un càncer únicament mitjançant mecanismes intrínsecs.
Es fa complicat dur a terme una estimació directa de la implicació de l’error intrínsec en el risc de càncer degut a la impossibilitat tècnica de separar errors intrínsecs dels efectes dels factors no intrínsecs. Durant molt de temps l’evidència del risc intrínsec en el càncer ha depès d’estudis de modelització del desenvolupament del càncer basats en dades clíniques i experimentals. És ara, amb el pas d’esdeveniments recents i el ràpid desenvolupament de la tecnologia de seqüenciació massiva de ADN, que ha hagut una revolució de l’habilitat d’avaluació de les mutacions somàtiques al genoma pel càncer. A més, en alguns casos ens ha permès associar certs patrons de mutacions somàtiques amb factors de risc específics. Un dels patrons que es presenta consistent en els factors de risc intrínsecs és l’edat, atès que, amb el pas dels anys, acumulem més errors provinents de la replicació de l’ADN en la divisió cel·lular. Aquest fet ocorre independentment del teixit d’origen i s’acabaria trobant l’error en totes les cèl·lules provinents de la divisió cel·lular de la cèl·lula que conté l’error.
Tenint en compte aquests patrons, es podria calcular la proporció de càncers dirigits per un risc intrínsec, que no representa més d’un 10-30% de tota la incidència de càncer. El risc intrínsec es pot definir com la probabilitat de provocar mutacions conductores només amb mecanismes intrínsecs, de manera que podem obtenir una fórmula per calcular-lo, on p és el percentatge de mutacions intrínseques en un càncer específic i n són les mutacions conductores necessàries per l’aparició d’un càncer.
Risc intrínsec = incidència del càncer * pn
Alguns exemples de càncers on el risc intrínsec és molt elevat són la leucèmia mieloide aguda i la leucèmia limfoide aguda, fet que contrasta amb la manca de suport epidemiològic per les causes ambientals.
Nombrosos estudis han fet un intent d’estimació del nombre de mutacions conductores necessàries pel desenvolupament d’un carcinoma invasiu. Ara per ara, es creu que com a mínim tres d’aquestes són necessàries per al desenvolupament d’un tumor sòlid i encara menys mutacions per una neoplàsia hematològica, degut al fet que no requereixen capacitat invasiva ni metastàtica, encara que amb més mutacions esdevindrà un estadi més greu del càncer.
La taxa d’error en la replicació és un paràmetre crític en la modelització de risc de càncer intrínsec en les cèl·lules humanes. La taxa d’errors no reparats és de 5*10−10 per lloc de nucleòtid per divisió cel·lular, dada que correspon aproximadament a tres noves mutacions per genoma per divisió cel·lular. La taxa d’error en la replicació entre diferents tipus cel·lulars d’un mateix organisme és constant degut a la naturalesa del procés de replicació. Així doncs, la probabilitat que muti almenys un gen rellevant per un càncer és més alta que la taxa de mutació somàtica d’un nucleòtid. Per exemple, si 20 llocs susceptibles a mutació corresponen a un patró rellevant pel càncer, la probabilitat que es produeixi el patró seria de 1*10−8 per divisió cel·lular. Aquest fet explicaria que només un 10-30% dels càncers siguin deguts únicament al risc intrínsec.

## Factors de risc no intrínsecs exògens
Els factors de risc de càncer exògens són aquells factors no intrínsecs que són externs a l’hoste i que són modificables. Es poden classificar en factors físics, químics i biològics.

### Factors físics

#### Radiació
El percentatge de càncers atribuïts a radiacions és del 2-3%.

##### Radiació ionitzant
Algunes fonts de radiacions ionitzants que poden causar càncer són certes tècniques d’imatge mèdiques, tractaments, el radó, l’urani i les bombes atòmiques. L’exposició a aquests tipus de radiació pot derivar en càncers com leucèmia, càncer de mama, càncer de tiroide i càncer de pulmó.

##### Radiació ultraviolada (UV)
La radiació ultraviolada és el factor ambiental més comú que afecta la pell, augmentant significativament el risc de patir melanoma i carcinoma escatós de la pell si es manté una exposició perllongada. Les fonts d’aquest tipus de radiació són la llum del sol i el solàrium.

### Factors químics

#### Tabac
Arreu del món, el tabac és el factor de risc evitable més gran de morts causades per càncer. Fumar tabac està causalment associat amb el risc de contraure molts tipus de càncer diferents: càncer de pulmó, de laringe, de fetge, de bufeta urinària, de ronyó, de gola, d’esòfag, de pàncrees, de l’intestí gros, d’estómac, de sins paranasals i cavitat nasal, de càncer cervical, de tumors hematopoètics i de carcinoma de cèl·lules escatoses de la boca.
Els diferents carcinògens del tabac no només es troben a la mateixa planta (nitrosamines, N-nitrosonornicotina, etc.), sinó que es poden formar durant el processament, conservació i emmagatzematge d’aquest (acetaldehid, formaldehid, nitrosamines). A més, el tabac també conté cocarcinògens, com ara el catecol.
Tot i que l’ús més perjudicial del tabac és fumar cigarrets, fumar passivament és més nociu que inhalar el fum directament.

#### Alcohol
S’ha demostrat que el consum d’alcohol està causalment relacionat amb el risc de patir càncer de gola, de boca, de laringe, d’esòfag, de fetge i de mama. La magnitud d’aquest risc depèn de la quantitat ingerida, del tipus d’alcohol i d’altres factors.
L’alcohol potencia la neoplàsia en actuar directament destruint els lípids de la membrana mucosa que recobreix la granularitat de la capa de l’epiteli, o bé indirectament, alterant la capacitat de desintoxicar del fetge.
No només la ingesta d’alcohol és un factor de risc, sinó que l’ús sistemàtic i durador de col·lutoris que en contenen també n’és un pels càncers de cap i coll.

#### Altres
Altres factors químics, com ara la contaminació, també incrementen el risc de patir càncers com el de pulmó o el gastrointestinal. La contaminació conté carcinògens, com ara la PM2.5 i els PAHs, que poden induir inflamacions, estrès oxidatiu i dany directe a l'ADN que poden donar lloc a mutacions.
Alguns exemples de fàrmacs amb efectes carcinògens són els derivats de stilbestrol i els derivats de benzè aromàtic.

### Factors biològics

#### Dieta i activitat física
Una mala dieta és considerada com una de les principals causes de la formació de tumors malignes. Els factors que contribueixen a la seva aparició són un consum alt d’energia, de greixos i de sodi, l’obesitat i un consum insuficient de fibra dietètica, de calci i de vitamines. Tot això augmenta el risc de contraure càncers com el colorectal, de mama, d’esòfag, d’estómac i de pàncrees.
Addicionalment, hi ha compostos amb propietats carcinògenes, com les nitrosamines, que estan present a aliments com la carn adobada, el peix fumat, la salsa de soja i la cervesa. També s’ha demostrat que un consum elevat de carn vermella i processada és un factor de risc del càncer colorectal.
Pel que fa a l’activitat física, existeix una forta evidència que una manca d’aquesta augmenta el risc de múltiples tipus de càncer.

#### Infeccions
Hi ha certs agents infecciosos que es poden definir com a carcinògens, com:
- Virus de l'hepatitis B, virus del papil·loma humà (HPV), virus Epstein-Barr: promouen l’activació de la telomerasa, bloqueig de l’apoptosi, disrupció de mecanismes d’adherència, desactivació dels checkpoints cel·lulars. Tots aquests mecanismes promouen l’aparició de mutació i afavoreixen l’aparició de càncer.
- Virus de l’hepatitis C, Helicobacter pylori: crea una resposta inflamatòria a llarg termini, augmentant els senyals proliferatius i les mutacions que indueixen a càncer.
- Virus de la inmunodeficiència tipus 1: suprimeix el sistema immune que protegeix contra el desenvolupament de càncer.[2][9]

## Factors de risc no intrínsecs endògens
Els factors de risc no-intrínsecs endògens són aquells que són parcialment modificables i estan relacionats amb les característiques de l’individu, com poden ser l’envelliment biològic, susceptibilitat genètica, maquinària de reparació de l’ADN, hormones, factors de creixement o inflamació. Hi ha alguns d’aquests que són més difícils de comprendre, ja que estan influenciats tant per factors exògens (ambientals) com hereditaris.

### Hormones
Les hormones sexuals femenines (estrogen i progesterona) són factors iniciadors de diversos càncers, com el de mama, endometri, ovari o úter. D'altra banda, les hormones andrògenes actuen en el càncer de pròstata. Aquestes hormones actuen com a factors estimulants del creixement i progressió tumoral, per tant, promouen el càncer augmentant la proliferació cel·lular i el dany d'ADN, alhora que redueixen l’apoptosi.
Aquells factors que suposin una alta exposició a l’estrogen, com una menstruació primerenca o una menopausa tardana, són factors de risc per al càncer de mama. De manera contrària, els factors que en redueixin l'exposició, com poden ser l’embaràs o lactància, reduiran el risc de càncer de mama, gràcies al fet que promouen la diferenciació de les cèl·lules mamàries.
En el cas dels anticonceptius orals, aquests suposen un major risc de càncer de cèrvix i mama, a causa de l’increment d’expressió de certs oncogens relacionats amb el virus del papil·loma humà. Tanmateix, són un factor reductor del risc de càncer endometrial i ovàric, a causa de l’eliminació de la proliferació de cèl·lules endometrials i la reducció del nombre d’ovulacions.

### Inflamació
La inflamació és un component necessari per a la malignitat del càncer. Aquesta promou programes de diferenciació desregulats dins les cèl·lules epitelials, cosa que promou la carcinogènesi. Els mecanismes que utilitza són:
- Indueix la producció d’espècies reactives d’oxigen (ROS), que causen dany al ADN i promouen la iniciació tumoral.
- Producció de quimiocines i citoquines que actuen en el creixement tumoral, l'angiogènesi, la migració i la invasió de cèl·lules tumorals.
- Suprimeixen la immunitat antitumoral, de manera que hi ha progrés de la malaltia i una persistència de cèl·lules tumorals.[1]

Majoritàriament, l’estat inflamatori és prevenible, per tant, podem modificar el risc que causa.

### Obesitat
El sobrepès i l’obesitat s’associen a un major risc de càncer en 13 localitzacions anatòmiques diferents, a través de mecanismes com la inflamació, la remodelació tridimensional del teixit i l’evasió del sistema immunitari, entre d’altres.
El teixit adipós perifèric (greix corporal) és capaç de produir estrògens, en concret estrona, de manera que els nivells d’aquesta hormona són molt més alts en dones obeses. Això incrementa el nombre de cèl·lules mare iniciadores de tumors, afavorint l’aparició de càncer de mama.

### Envelliment
L’envelliment, tant biològic com cronològic, és un dels factors de risc més significants. La presència de mutacions associades a l’edat provoca una disminució de la capacitat funcional de l’organisme, tant en processos cel·lulars com moleculars. A més, promou molts dels processos relacionats amb l’aparició del càncer, com: inestabilitat genòmica, desgast dels telòmers, alteracions epigenètiques, senescència cel·lular, alteració de la comunicació intracel·lular o disfunció mitocondrial.
Tanmateix, no tot l’envelliment biològic és pro-tumorgènic. Hi ha estudis que proposen que la senescència cel·lular, l’escurçament dels telòmers i l’esgotament de cèl·lules mare associat amb l'edat explicaria per què hi ha una disminució de la incidència del càncer en edats molt avançades.

### Epigenètica del tumor
Els canvis epigenètics són alteracions essencials per la tumorigènesi, com per exemple el silenciament epigenètic de MLH1 en alguns tipus de càncer de còlon. Els factors exògens i endògens poden modificar els llindars de la transformació cel·lular i la possibilitat que aquestes cèl·lules esdevinguin cancerígenes a través dels efectes epigenètics.

### Microbioma
Una alteració de la microbiota intestinal (disbiosi) inhibeix els mecanismes antitumorals a través d’una resposta hiperestimulada de cèl·lules T CD8+. A més, pot promoure respostes al bloqueig de checkpoints immunitaris en càncers sòlids. Tot això causa una major càrrega tumoral.